# Brittany Roberts
Brittany Jolene Roberts (ur. 3 października 1990) – amerykańska zapaśniczka. Srebrna medalistka mistrzostw panamerykańskich w 2013. Czwarta w Pucharze Świata w 2013. Druga na uniwersjadzie w 2013 roku. Zawodniczka Oklahoma State University.